# ميلدريد كرام
ميلدريد كرام (بالإنجليزية: Mildred Cram)‏ هي كاتبة سيناريو وكاتِبة أمريكية، ولدت في 17 أكتوبر 1889 في واشنطن العاصمة في الولايات المتحدة، وتوفيت في 4 أبريل 1985 في سانتا باربارا في الولايات المتحدة.

## وصلات خارجية
- ميلدريد كرام على موقع IMDb (الإنجليزية)
- ميلدريد كرام على موقع ألو سيني (الفرنسية)
- ميلدريد كرام على موقع أول موفي (الإنجليزية)
- ميلدريد كرام على موقع قاعدة بيانات الأفلام السويدية (السويدية)
- ميلدريد كرام على موقع قاعدة بيانات الفيلم (الإنجليزية)